# Муратов, Андрей Ростиславович
Андрей Ростиславович Муратов (р. 22 мая 1963, Санкт-Петербург) — советский и российский музыкант, звукорежиссёр. Играл в группах «Зоопарк», «Охота романтических ихЪ», «Мотор-блюз», «Опасные соседи», «Рок-механика», «Дубы-колдуны». Наиболее известен как клавишник и студийный звукорежиссёр группы ДДТ, где играл с 1987 по 1993 годы и записал альбомы «Оттепель», «Пластун», «Актриса Весна», а также видеоверсию концерта «Чёрный пёс Петербург».
В 1993 оставил группу и работал звукорежиссёром. В качестве звукорежиссёра и продюсера записал альбомы групп НЭП «Ветер вагонов», Опасные Соседи «Танцы для бездельников» и «Стрекозы Дум-дум», Колибри «Найди 10 отличий» и «Бес сахара», Чайф «Давай вернёмся», Владимира Сигачёва (первого клавишника ДДТ) «Музыка Ха-Ба», Tequilajazzz «Вирус», Кирпичи «Кирпичи тяжёлы», Дубы-Колдуны «Не повторяется такое никогда?», Чуфелла Марзуфелла «I Wonna Be Your Man», Вадима Курылёва «Булавка для бабочки», Александра Ляпина «Анаша» («Ностальгия по холодному пиву», Препинаки «Друг мой верный, самолёт», Знаки Препинания «Рефлексия».
Также принимал участие в записи сборников «Наполним небо добротой» (Рок-фестиваль в Петербурге в 1996 году), «Новая волна питерского рока» (1996), «Странные скачки» (трибьют В. С. Высоцкого). Позже уехал в Германию, где совместно с интернет-порталом Germany.ru создал культурную программу «Русский рок в Германии». В рамках программы, начиная с 2003 года, провёл в Германии гастроли таких групп и артистов, как «ДДТ», «Алиса», «ЧайФ», «АукцЫон», «Агата Кристи», «Мумий Тролль», «Ю-Питер», «Ленинград», «Ария», «Сурганова и оркестр», Земфира, «Ночные снайперы», «Би-2», «Крематорий», «Аквариум», «5'nizza», «Сплин», «Звери», «Billy’s Band», «Пикник», Сергей «Силя» Селюнин, Захар Май, Умка, Настя Полева и других. Иногда играет с группой ДДТ в качестве приглашённого музыканта.